# Швейцарія на літніх Олімпійських іграх 1900
Швейцарія на літніх Олімпійських іграх 1900 була представлена 18 спортсменами у 4 видах спорту. За результатами змагань команда зайняла 6 місце в загальнокомандному медальному заліку.

## Медалісти

### Золото
|   |                                                                              |                                                        |
| № | Спортсмени                                                                   | Вид спорту (дисципліна)                                |
| 1 | Бернар де Пуртале, Елен де Пуртале, Ерман де Пуртале                         | Вітрильний спорт (1—2 тонни 1-й заплив)                |
| 2 | Еміль Келленбергер                                                           | Стрільба (Довільна гвинтівка, 300 метрів, 3 положення) |
| 3 | Карл Родерер                                                                 | Стрільба (Довільний пістолет, 50 метрів)               |
| 4 | Конрад Штеелі                                                                | Стрільба (Довільна гвинтівка, 300 метрів, з коліна)    |
| 5 | Фрідріх Люті, Паул Пробст, Луї Рішарде, Карл Родерер, Конрад Штеелі          | Стрільба (Пістолет серед команд, 50 метрів)            |
| 6 | Франц Беклі, Альфред Грюттер, Еміль Келленбергер, Луї Рішарде, Конрад Штеелі | Стрільба (Довільна гвинтівка,300 метрів, команда)      |

### Срібло
|   |                                                      |                                                     |
| № | Спортсмени                                           | Вид спорту (дисципліна)                             |
| 1 | Бернар де Пуртале, Елен де Пуртале, Ерман де Пуртале | Вітрильний спорт (1—2 тонни 2-й заплив)             |
| 2 | Еміль Келленбергер                                   | Стрільба (Довільна гвинтівка, 300 метрів, з коліна) |

### Бронза
|   |               |                                          |
| № | Спортсмени    | Вид спорту (дисципліна)                  |
| 1 | Конрад Штеелі | Стрільба (Довільний пістолет, 50 метрів) |

## Результати змагань

### Вітрильний спорт
| Змагання             | Спортсмени                                           | Яхта   | Результат | Місце |
| -------------------- | ---------------------------------------------------- | ------ | --------- | ----- |
| Відкритий клас       | Бернар де Пуртале, Елен де Пуртале, Ерман де Пуртале | Lérina | DNF       | DNF   |
| 1—2 тонни 1-й заплив | Бернар де Пуртале, Елен де Пуртале, Ерман де Пуртале | Lérina | 2:15:32   | 1     |
| 1—2 тонни 2-й заплив | Бернар де Пуртале, Елен де Пуртале, Ерман де Пуртале | Lérina | 3:35:14   | 2     |

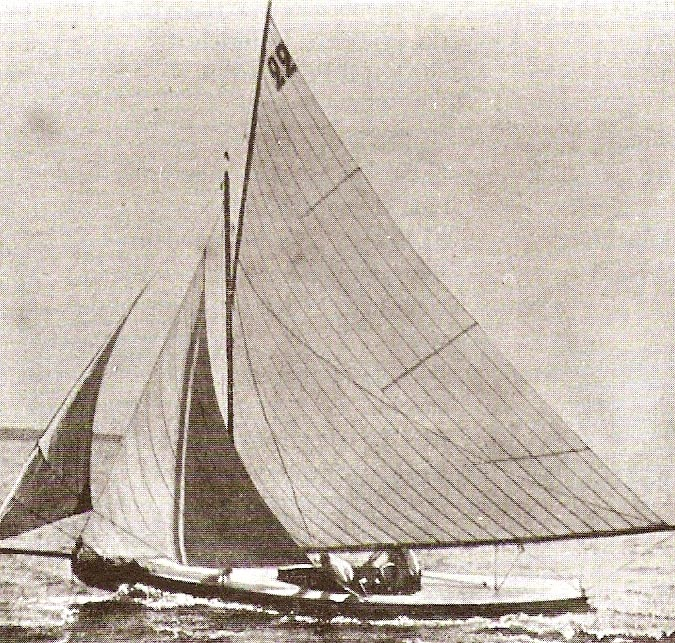
Lérina
Елен де Пуртале, 1900 — перша жінка-учасниця сучасних Олімпійських ігор, вона також стала першою жінкою, яка здобула олімпійські медалі.

### Стрільба
| Змагання                                    | Спортсмени                                                                   | Фінал     | Фінал |
| Змагання                                    | Спортсмени                                                                   | Результат | Місце |
| ------------------------------------------- | ---------------------------------------------------------------------------- | --------- | ----- |
| Швидкісний пістолет, 25 метрів              | Паул Пробст                                                                  | 57        | 5     |
| Довільний пістолет, 50 метрів               | Карл Родерер                                                                 | 503       | 1     |
| Довільний пістолет, 50 метрів               | Конрад Штеелі                                                                | 453       | 3     |
| Довільний пістолет, 50 метрів               | Луї Рішарде                                                                  | 448       | 4     |
| Довільний пістолет, 50 метрів               | Фрідріх Люті                                                                 | 435       | 7     |
| Довільний пістолет, 50 метрів               | Паул Пробст                                                                  | 432       | 9     |
| Пістолет серед команд, 50 метрів            | Фрідріх Люті, Паул Пробст, Луї Рішарде, Карл Родерер, Конрад Штеелі          | 2271      | 1     |
| Довільна гвинтівка, 300 метрів, стоячи      | Франц Беклі                                                                  | 294       | 5     |
| Довільна гвинтівка, 300 метрів, стоячи      | Еміль Келленбергер                                                           | 292       | 6     |
| Довільна гвинтівка, 300 метрів, стоячи      | Альфред Грюттер                                                              | 282       | 7     |
| Довільна гвинтівка, 300 метрів, стоячи      | Конрад Штеелі                                                                | 272       | 14    |
| Довільна гвинтівка, 300 метрів, стоячи      | Луї Рішарде                                                                  | 269       | 17    |
| Довільна гвинтівка, 300 метрів, з коліна    | Конрад Штеелі                                                                | 324       | 1     |
| Довільна гвинтівка, 300 метрів, з коліна    | Еміль Келленбергер                                                           | 314       | 2     |
| Довільна гвинтівка, 300 метрів, з коліна    | Франц Беклі                                                                  | 300       | 7     |
| Довільна гвинтівка, 300 метрів, з коліна    | Луї Рішарде                                                                  | 297       | 9     |
| Довільна гвинтівка, 300 метрів, з коліна    | Альфред Грюттер                                                              | 265       | 25    |
| Довільна гвинтівка, 300 метрів, лежачи      | Еміль Келленбергер                                                           | 324       | 5     |
| Довільна гвинтівка, 300 метрів, лежачи      | Луї Рішарде                                                                  | 307       | 12    |
| Довільна гвинтівка, 300 метрів, лежачи      | Франц Беклі                                                                  | 289       | 21    |
| Довільна гвинтівка, 300 метрів, лежачи      | Альфред Грюттер                                                              | 285       | 23    |
| Довільна гвинтівка, 300 метрів, лежачи      | Конрад Штеелі                                                                | 285       | 23    |
| Довільна гвинтівка, 300 метрів, 3 положення | Еміль Келленбергер                                                           | 930       | 1     |
| Довільна гвинтівка, 300 метрів, 3 положення | Франц Беклі                                                                  | 883       | 8     |
| Довільна гвинтівка, 300 метрів, 3 положення | Конрад Штеелі                                                                | 881       | 9     |
| Довільна гвинтівка, 300 метрів, 3 положення | Луї Рішарде                                                                  | 873       | 16    |
| Довільна гвинтівка, 300 метрів, 3 положення | Альфред Грюттер                                                              | 832       | 19    |
| Довільна гвинтівка,300 метрів, команда      | Франц Беклі, Альфред Грюттер, Еміль Келленбергер, Луї Рішарде, Конрад Штеелі | 4399      | 1     |

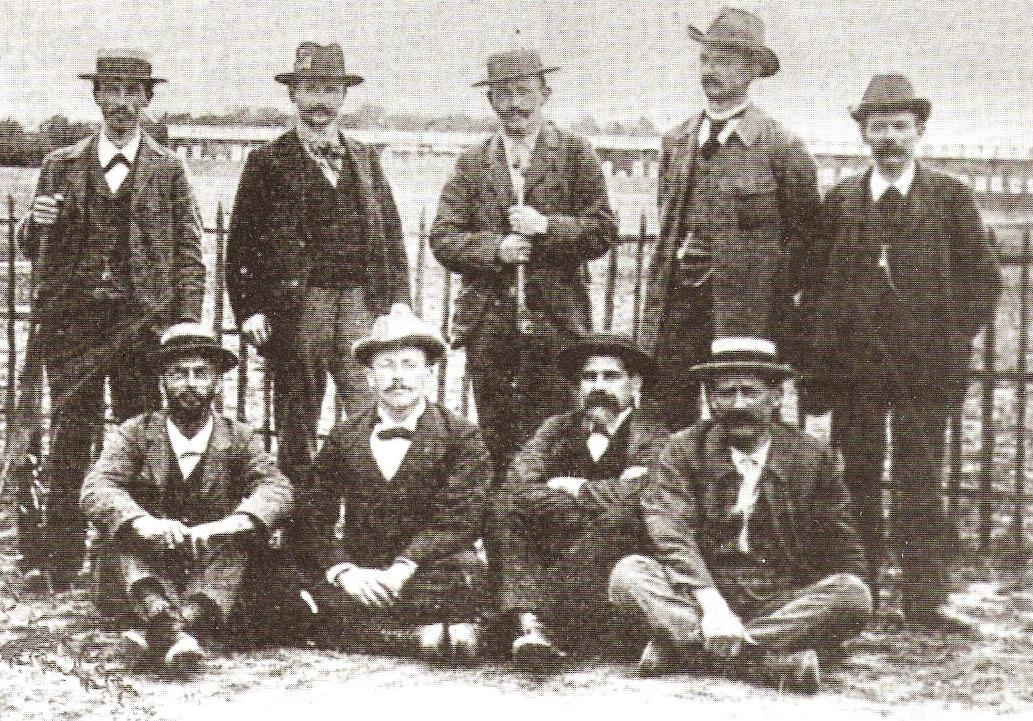
Національна збірна Швейцарії зі стрільби домінувала в медальному заліку на Олімпійських іграх у Парижі 1900 року. (На фото зображені Штеелі, Пробст, Люті, Родерер, Рішарде, Грюттер, Келленбергер, Беклі та дев’ятий учасник, який не згадується в офіційних звітах Ігор).

### Спортивна гімнастика
| Змагання               | Спортсмени     | Фінал     | Фінал |
| Змагання               | Спортсмени     | Результат | Місце |
| ---------------------- | -------------- | --------- | ----- |
| Індивідуальна першість | Жюль Дюкре     | 264       | 19    |
| Індивідуальна першість | Оскар Жанфавр  | 261       | 23    |
| Індивідуальна першість | Чарльз Бродбек | 245       | 43    |

### Фехтування
| Змагання | Спортсмени       | Перший раунд | Перший раунд | Чвертьфінал | Чвертьфінал | Втішний раунд | Втішний раунд | Півфінал   | Півфінал   | Фінал      | Фінал      |
| Змагання | Спортсмени       | Результат    | Місце        | Результат   | Місце       | Результат     | Місце         | Результат  | Місце      | Результат  | Місце      |
| -------- | ---------------- | ------------ | ------------ | ----------- | ----------- | ------------- | ------------- | ---------- | ---------- | ---------- | ---------- |
| Рапіра   | Жан Вейль        | невідомо     | 4-6          | не пройшов  | не пройшов  |               |               |            |            |            |            |
| Рапіра   | Поль Робер       | пройшов      | пройшов      | не пройшов  | не пройшов  |               |               |            |            |            |            |
| Шпага    | Поль Робер       | не пройшов   | не пройшов   |             |             |               |               |            |            |            |            |
| Шабля    | Франсуа де Боффа | невідомо     | 5-6          |             |             |               |               | не пройшов | не пройшов | не пройшов | не пройшов |